# Chotovice u Nového Boru
Chotovice  (deutsch Kottowitz) ist eine Gemeinde des Okres Česká Lípa in der Region Liberec im Norden der Tschechischen Republik.

## Geschichte
Die Entstehung von Kottowitz (ursprünglich offenkundig Kotovice genannt) wird im Zusammenhang mit der Gründung der Burg Bürgstein gesehen. Mitte des 15. Jahrhunderts gehörte das Gebiet der Herrschaft von Pihl, Mitte des 17. Jahrhunderts wurde es Bestandteil der Bürgsteiner Herrschaft der Kolovrat. Deren Nachkommen, die Hroznata aus Kokořov, verkauften die Herrschaft den Kinskys. Die erste Erwähnung der Gemeinde findet man in den Hoftafeln aus dem Jahr 1455 (piscina juxtra villam Kotwicze).
Die Einwohnerschaft lebte von der Landwirtschaft, vom 18. Jahrhundert an hatte sie ein Nebeneinkommen durch die Glasveredlung. Später versorgten die ortsansässigen Bauern die Stadt Haida, das naheliegende Zentrum der Glaserzeugung, mit Milchprodukten. Verwaltungstechnisch bildete Kottowitz ab der Mitte des 19. Jahrhunderts eine Gemeinde im Gerichtsbezirk Haida bzw. im Bezirk Böhmisch Leipa.
Im Jahr 1880 lebten in Kottowitz 412 deutschsprachige Bewohner. Mit seinem Kataster berührt Kottowitz im Ortsteil Neu-Kottowitz das Gebiet von Haida, der im Jahr 1924 mit der Stadt als Ortsteil Hřebenka verschmolz. Außer Neu-Kottowitz, das auch noch den Ortsteil Neu-Italien hatte, gehört zur Gemeinde die Einöde Skála (Steinewand) an der Landstraße von Česká Lípa (Böhmisch Leipa) nach Nový Bor (Haida). Über Kottowitz erhebt sich der Kottowitzer Berg oder auch Kasperberg genannt. Das Gemeindegebiet durchfließt der Kottowitzer Bach.
Im Jahre 1838 gründete der ortsansässige Bauer Wenzel Helzel in der Gemeinde ein einfaches Bad, das eine Quelle eisenhaltigen Wassers und Torf nutzte, der in der Umgebung des Rotteiches abgebaut wurde. Im Laufe der Zeit vergrößerte sich die Badeanlage, wo man besonders Blutarmut (Bleichsucht) und Rheuma behandelte. Den Badegästen stand auch ein kleiner Park zur Verfügung sowie ein Restaurant. Das Bad wurde noch bis zum Jahr 1945 betrieben.
Die Anfänge des örtlichen Schulwesens datieren zum Ende des Dreißigjährigen Krieges, eine eigene Schule wurde am 5. Mai 1886 eröffnet. Der Unterricht endete kurz nach dem Zweiten Weltkrieg.
Ein Baudenkmal in der Gemeinde ist die Kapelle Maria Heimsuchung, erbaut im Jahr 1776.

## Persönlichkeiten
- Franz Hantschel (1844–1940), Arzt und Heimatkundler